# Palpomyia jimmensis
Palpomyia jimmensis är en tvåvingeart som beskrevs av Tokunaga 1966. Palpomyia jimmensis ingår i släktet Palpomyia och familjen svidknott. Inga underarter finns listade i Catalogue of Life.